# (400116) 2006 UH24
(400116) 2006 UH24 es un asteroide perteneciente al cinturón de asteroides, descubierto el 16 de octubre de 2006 por el equipo del Spacewatch desde el Observatorio Nacional de Kitt Peak, Arizona, Estados Unidos.

## Designación y nombre
Designado provisionalmente como 2006 UH24.

## Características orbitales
2006 UH24 está situado a una distancia media del Sol de 2,614 ua, pudiendo alejarse hasta 3,188 ua y acercarse hasta 2,039 ua. Su excentricidad es 0,219 y la inclinación orbital 8,354 grados. Emplea 1543,77 días en completar una órbita alrededor del Sol.

## Características físicas
La magnitud absoluta de 2006 UH24 es 17,4.